# وفاة مفترضة

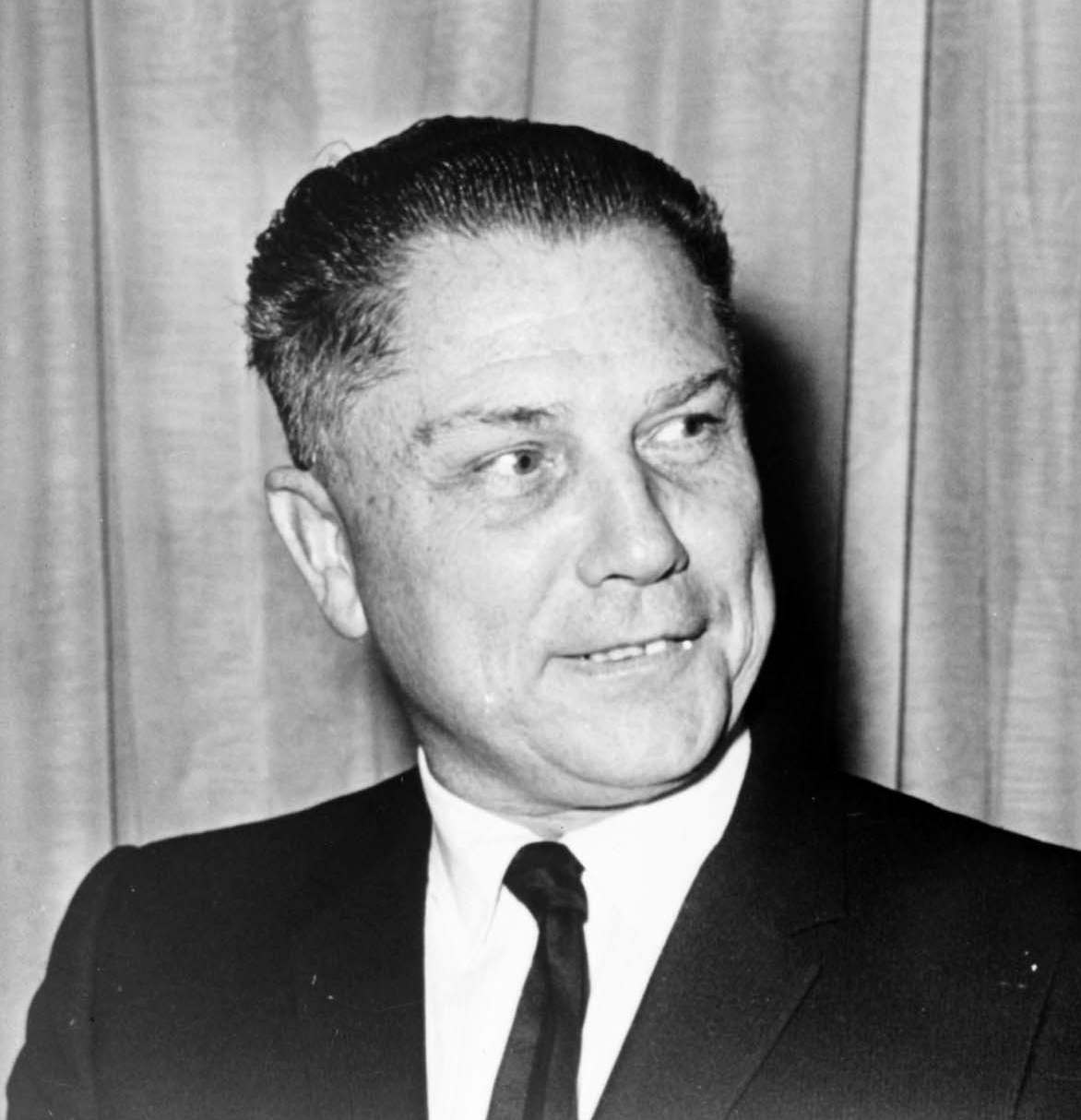
جيمي هوفا، الذي اختفى في عام 1975 وافترض أنه مات في عام 1982.

يحدث افتراض الوفاة عندما يُعتقد أن الشخص قد مات على الرغم من عدم وجود دليل مباشر على وفاته، مثل العثور على بقايا (على سبيل المثال، جثة أو هيكل عظمي) تعود إلى ذلك الشخص. عادة ما يقوم الفرد بمثل هذا الافتراض عندما يكون الشخص مفقودًا لفترة طويلة وفي غياب أي دليل على أن الشخص لا يزال على قيد الحياة - أو بعد فترة أقصر، ولكن عندما تدعم الظروف المحيطة باختفاء الشخص هذا الاعتقاد بشكل كبير أن الشخص قد مات (على سبيل المثال، تحطم طائرة). يصبح الافتراض يقينًا إذا لم يتم تحديد موقع الشخص لفترة من الوقت تتجاوز عمره المحتمل، كما هو الحال في حالة أميليا إيرهارت أو جاك السفاح.
إن الإعلان عن وفاة شخص ما يشبه الأشكال الأخرى من "الأحكام الوقائية"، مثل الحكم التفسيري. لدى الولايات القضائية المختلفة معايير قانونية مختلفة للحصول على مثل هذا الإعلان، وفي بعض الولايات القضائية قد ينشأ افتراض الوفاة بعد اختفاء الشخص في ظروف معينة ولفترة معينة من الوقت.